# Super Street Fighter IV
Super Street Fighter IV (スーパーストリートファイター IV Sūpā Sutorīto Faitā Fō?) es un videojuego de lucha producido por Capcom para las consolas PlayStation 3, Xbox 360, Xbox One y Nintendo 3DS. La mayor novedad será la inclusión de diez nuevos personajes. Primero la inédita Juri Han y los dos clásicos de Street Fighter II que faltaban en el plantel de Street Fighter IV, T. Hawk y Dee Jay. Más adelante se confirmaron tres personajes más: Guy y Cody (provenientes de Final Fight) y Adon, personaje proveniente del Street Fighter original. Después se confirmó la presencia de Ibuki, Dudley y Makoto, los tres provenientes de Street Fighter III y por último a Hakan, otro nuevo personaje. Para la versión arcade se han confirmado 4 personajes más, Yang, Yun, Evil Ryu y Oni Akuma, sin embargo, Capcom ha decidido transformar la versión casera en la versión Arcade, haciendo de estos 4 personajes contenido descargable para la Xbox 360 y el Playstation 3. La historia se sitúa aproximadamente un año después de lo acontecido en SFIV.
La web Eurogamer señala que Super Street Fighter IV ha llegado a vender, a 2 de febrero de 2011, 1.6 millones de copias del juego, una cifra aceptable para la empresa Capcom. 
La existencia de Super Street Fighter IV se hizo público cuando accidentalmente la versión alemana de la revista GamePro tomó fotografías de Yoshinori Ono, se podía observar a T. Hawk en la pantalla de la televisión y un nuevo logotipo con una S metálica grande detrás de la logo Street Fighter, al igual que el logo de Super Street Fighter II.. Finalmente Capcom presentó de forma oficial Super Street Fighter 4 en su página web oficial japonesa el 28 de septiembre de 2009, donde aclaraba que en la primavera del 2010 sería lanzado tanto para la Xbox 360 como para la PlayStation 3.
Además de la inclusión de estos nuevos contendientes, también habrá ajustes, modificaciones y añadidos para Super Street Fighter 4. Entre estas modificaciones está el nivelar a los luchadores para hacerlos más equilibrados (muchos fanes protestaron por la excesiva potencia de personajes como Zangief o Sagat). Cada personaje cuenta ahora con 2 Ultra combos que son seleccionados de manera similar a Street Fighter III. Cada personaje cuenta ahora con 3 trajes (la descarga, las condiciones del primer juego incluyendo todos los nuevos).
Por su parte el juego cuenta con unos cuantos modos En línea adicionales, incluyendo el modo Torneo, el Team Battle de hasta 8 jugadores, Replay Channel, que permite a los jugadores guardar y visionar sus combates, y el Endless Battle, en el que el ganador pelea contra un grupo de jugadores que se van rotando. Además se han incluido nuevos escenarios (una calle en la India, otra en Korea, uno en la Sabana Africana, un edificio en construcción en Metro City y un derruido laboratorio de S.I.N, aunque se espera que se incluyan más) así como la presencia de las viejas fases de bonus: la de Destrozar el coche y el Bonus de los Barriles.
Junto con la inclusión de estos nuevos personajes también se sabe que algunos tendrán un segundo rival aparte de la anterior entrega, estos serán Ryu, Cammy, Guile, Seth, Chun-Li y Crimson Viper, los personajes nuevos solo tendrán uno.

## Personajes
Todos los personajes presentes en Street Fighter IV volverán a aparecer en esta entrega incluyendo también a Cammy White, Fei Long, Rose, Gen, Dan y Sakura quienes solamente estaban incluidos en las versiones caseras y en esta versión se incluyen como personajes oficiales del videojuego, con un total de 35 personajes jugables.
| Personaje      | Actor de doblaje en japonés | Actor de doblaje en inglés |
| -------------- | --------------------------- | -------------------------- |
| * Thunder Hawk | Tōru Nara                   | Dave Vincent               |
| * Dee Jay      | Kenji Hamada                | Chris Cain                 |
| * Juri Han     | Eri Kitamura                | Jessica Strauss            |
| * Guy          | Tsuguo Mogami               | J.C. Miller                |
| * Cody         | Daisuke Kishio              | Michael T. Coleman         |
| * Adon         | Atsushi Imaruoka            | Taliesin Jaffe             |
| * Ibuki        | Ayumi Fujimura              | Kat Steel                  |
| * Dudley       | Naomi Kusumi                | Stuart McLean              |
| * Makoto       | Makoto Tsumura              | Jay D. Stone               |
| * Hakan        | Shintarou Ōhata             | Lance Holt                 |
| * Yang         | Masakazu Suzuki             | Johnny Yong Bosch          |
| * Yun          | Kentarō Itō                 | Todd Haberkorn             |
| * Evil Ryu     | Hiroki Takahashi            | Kyle Hebert                |
| * Oni          | Taketora                    | Dave Mallow                |

Serán un total de 10 personajes nuevos para esta nueva versión de los cuales 8 son luchadores que ya aparecieron en entregas anteriores de Street Fighter y los dos últimos serán luchadores nuevos.

### Personaje de Street Fighter I
- Adon: También apareció en la trilogía Alpha. Ya apareció en la anterior entrega de Street Fighter 4 en forma de cameo en el video introductorio de Sagat. Es experto en el Muay Thai pero más rápida y acrobática que la de Sagat. Su rival será su viejo maestro Sagat.

### Personajes de Super Street Fighter II
- Thunder Hawk: Este luchador apareció por primera vez en el Super Street Fighter II y en el Street Fighter Alpha 3. Es originario de México y es de etnia apache, está inspirado en Gerónimo. Su estilo de lucha se basa en un combate cuerpo a cuerpo. Su rival será El Fuerte por distintas disputas pasadas.

- Dee Jay: Él al igual que T. Hawk apareció por primera vez en el Super Street Fighter II y en el Street Fighter Alpha 3. Es originario de Jamaica. El Tiene la habilidad de poder lanzar ataques a largo alcance como Guile, Chun-li, Ken y Ryu. Su rival será Rufus.

### Personajes de Street Fighter Alpha
- Guy: Es un personaje del videojuego Final Fight más tarde en las entregas de Street Fighter Alpha. Su estilo de combate es el Bushin Ninja y su rival será Rose.

- Cody Travers: Es un personaje del videojuego Final Fight. Posteriormente aparece como personaje controlable en Street Fighter Alpha 3. Su última aparición había sido en Final Fight: Streetwise. En esta entrega sigue llevando su traje de preso y emplea las mismas técnicas que en su aparición en Alpha 3. Se reencontrará con su viejo amigo siendo su rival en esta entrega, Guy.

- Evil Ryu: Apareció como un personaje secreto en el Street Fighter Alpha 2 seguido del Street Fighter Alpha 3 y sus secuelas y remakes fueron elegibles desde el principio sin necesidad de ser desbloqueables. Se desconocen datos específicos de este personaje, se presume que su origen llegue a ser en base al manga del Street Fighter Alpha de Masahiko Nakahira, debido a que en ese manga, Evil Ryu llega a recibir un ataque directo de Akuma donde llega a atravesarle el pecho, se cree que esa herida en el pecho de Ryu llegó a ser tomada para la creación de Evil Ryu en el Super Street Fighter IV sin olvidar que el mismo Masahiko Nakahira fue que lo llegó a crear, Archivado el 1 de mayo de 2011 en Wayback Machine. se trata de Ryu influenciado por el Satsui no Hado (Hado oscuro). Sus movimientos están sobre la base de Ryu Normal con unos ataques de Akuma y del Street Fighter Alpha y del Street Fighter 3, Su rival es Gouken.

### Personajes de Street Fighter III
- Ibuki: Es una ninja aparecida en SFIII, sigue conservando los movimientos de los que hizo gala. Su presencia ya se rumoreaba cuando en el ending de Fei-Long, uno de los cuerpos de Seth presentaba un Kunai clavado en su espalda. Su rival será Sakura cuando se conocen y se hacen amigas.

- Makoto: Es la practicante de karate de una manera más tradicional que la de Ryu. Siempre lucha para reposicionar a su Dojo y Su rival es Fei-Long.

- Dudley: Es un boxeador al igual que Balrog solo que su boxeo se basa menos en la fuerza bruta y más en el estilo y en el dinamismo además de no emplear golpes ilegales. Conserva más o menos sus mismo movimientos que en SFIII. Su rival será el boxeador norteamericano Balrog.

- Yun: Personaje proveniente del Street Fighter III New Generation junto a Yang y es sobrino de Lee, también hace su aparición en Super Street Fighter IV Arcade Edition después de Street Fighter Alpha 3 Max. Participa en el torneo por su deseo de pelear contra Chun-Li, a la cual persigue, sus movimientos siguen siendo al estilo del juego donde proviene con nuevas mejoras de movimientos EX. Igual que su hermano, además apareció en un cameo en el video de Chun-li en SF4 y su rival es Chun-li.

- Yang: Al igual que Yun también viene del Street Fighter III New Generation, es el aprendiz de Gen. Hace su aparición en el Super Street Fighter IV Arcade Edition. Aunque ya apareció como cameo en el video introductorio de Chun-li en SF4, participa en el torneo acompañando a su hermano Yun, que quiere enfrentarse a Chun-Li. Su estilo de pelea sigue siendo el mismo que llega a ser del Street Fighter III y su rival es Ryu.

### Personajes Recientes
- Juri Han: Este personaje es nuevo en la saga de Street Fighter. Juri es una agente de S.I.N conocida con el alias de "Spider". De carácter sádico y belicoso, disfruta jugando con su rival mientras lo golpea. En su ojo izquierdo tiene un misterioso mecanismo conocido como Feng Shui Engine del que se desconoce su función. El estilo de lucha de Juri se basa en el Tae Kwon Do y es la primera representante de este arte marcial en Street Fighter; sus rivales serán Chun-Li, Cammy y M.Bison.

- Hakan: Es el último personaje mostrado basado en agarres, se trata de un luchador turco experto en Yagli, por lo que suele tener el cuerpo cubierto de aceite, esto es algo que utilizará en su favor para hacer que los rivales tengan dificultades para atacarle y salgan disparados como un misil cuando los agarre y empiece a estrujar; al parecer, será rival de E.Honda, C.Viper y Seth. Sus peculiares técnicas especiales hacen de Hakan un luchador de los considerados cómicos.

- Oni Akuma: Este personaje sería el tercero nuevo en este juego, seguido del Street Fighter Alpha 2 y Street Fighter Alpha 3. Se le conoce como "Oni Kuruoshiki" que significa el "Demonio Loco" Es otra de las formas más poderosas que llega a tener Akuma quizá equivalente a Shin Akuma. Se desconoce el origen de este personaje, pero es mucho más peligroso. Sus movimientos algunos están sobre la base de Akuma y los demás que posee son totalmente nuevos  Se ha confirmado que su rival es Gouken y Evil Ryu si se llega a tener una batalla extra con él, sacando por lo menos una perfecta sin continuar, aparecerá y lo retara con un diálogo donde dice que tendrá una batalla para demostrar quien es el demonio más poderoso entre ellos dos.

## Versión Arcade
Durante el torneo del Super Street Fighter IV el 4 de abril de 2010 en Japón cuando finalizó se había anunciado que primero iba a salir una versión Arcade que se está llevando a cabo la prueba durante el 23 de julio al 8 de agosto se ha confirmado que el juego Arcade se podrá usar el sistema de tarjeta NESYS que uso el juego anterior que los jugadores podrán mantener sus estadísticas que han tenido guardadas.
Dos personajes más, Yang y Yun, hicieron presencia en la versión Arcade durante el evento del Tokyo Game Show en septiembre. Se ha dicho que el juego esta aún en desarrollo y que solo se está lanzado una versión prueba conocida como "Arcade Edition", se ha dicho que aparte de Yang y Yun podrían hacer presencia otros 4 personajes más que serían presentados en fecha desconocida, los otros dos que fueron confirmados durante una presentación de enero del 2011 fueron Evil Ryu y Oni Akuma, aunque su revelación es confusa, hubo usuarios que llegaron a subir videos a YouTube sobre la presentación de dichos personajes, videos que fueron borrados por reclamación de Copyright de la compañía Capcom dando a entender que primero la aparición de los personajes no llegaría a ser oficial porque se creía que eran personajes desbloqueables, lo cual gente que asistió al evento vio que no fue así. Aparte de tener una animación final cada personaje, se ha confirmado de parte del productor que los nuevos personajes que integrarían en la versión Arcade no tendrían una animación de introducción o final como los demás debido a las limitaciones de espacio que tienen en el juego, a pesar de eso se ha llegado a confirmar que Yang y Yun sí poseen un final animado de la versión Arcade Edition hablado en japonés.
La última novedad sobre esta versión Arcade es que ya no estará disponible solo en los sistemas de Arcadia, un video que se ha filtrado a la red creado por Capcom, ha confirmado que la versión de las consolas Xbox 360 y Playstation 3, Super Street Fighter IV, será cambiado por medio de una actualización masiva a Super Street Fighter IV Arcade Edition. En el video se mostró que los personajes Yun, Yang, Evil Ryu y Oni, estarán disponibles como contenido descargable para dichas consolas con trajes alternos y sus respectivas introducciones y finales. Con esta actualización también se modificará el balanceo de todos los personajes y varias mejoras al canal de repeticiones, permitiendo a los jugadores buscar repeticiones de otros usuarios en línea por su nombre. También podrán enviar las repeticiones que elijan a otros jugadores y se creará un canal especial donde se podrán observar las repeticiones únicamente de los usuarios con más de 3000 puntos de jugador. Las fechas de salida de descargas DLC estarán a partir del 7 de junio del 2011, el disco del juego saldrá a la venta el 24 de junio en Europa, 28 de junio en América y 30 de junio en Japón. Se ha confirmado que el juego también llegará a estar en la versión de PC de hogar con una fecha desconocida de salida a la venta se dice que en julio podría conocerse la posible fecha en que salga. 
La compañía de Capcom ha confirmado que está trabajando en un nuevo parche tanto para la versión de consola y la versión de PC que llegara hacer un equilibrio de todos los personajes y posiblemente corregir errores del juego, su fecha de salida será hasta finales del 2011.
En la versión japonesa se ha confirmado que contendrán un bonus donde llegara a contener cartas de Póker con imágenes del juego 
El juego nuevamente contará con un nuevo pack de contenido descargable (DLC) para esta versión, donde contendrá 5 nuevos personajes entre ellos son, Elena, Rolento, Hugo y Poison el quinto carácter sería siendo uno nuevo que nunca ha salido en la franquicia de Street Fighter hasta el momento se desconoce quién es, contendrá seis nuevos escenarios, el precio estimado pueda costar entre $15 a 40$ dólares, la fecha de salida es para principios del año 2014 que saldrá para sus respectivas consolas y para el PC. 
Por parte de la compañía Capcom ha confirmado que este juego sería la última versión del Super Street Fighter IV y donde llegaría a dar por finalizada la saga desde donde comenzó el Street Fighter IV .

## Versión Nintendo 3DS
En esta versión portátil de la consola de Nintendo se llegó a mantener las mismas características de las versiones del Playstation 3 y Xbox 360. Pero incluye además una nueva función de poder cambiar el ángulo de cámara de la pantalla conocida como Dynamic Mode (modo dinámico), por medio de la cual se puede jugar con perspectiva en tercera persona. Dicha función acentúa el efecto estereoscópico 3D de esta versión. La versión para la Nintendo 3DS solo incluye a los personajes incluidos en las versiones para las consolas y no están disponibles los que salieron en la versión del Arcade Edition.
El juego tiene dos modos de juegos principales, el modo arcade para 1 jugador y el modo versus donde se pueden sostener combates contra otros jugadores por medio de conexión local o por conexión Wi-fi. El juego tiene dos modos de control, el modo Lite utiliza la pantalla táctil para realizar técnicas avanzadas de pelea de una forma sencilla. El modo Pro elimina el uso de la pantalla táctil y las técnicas de pelea deben llevarse a cabo manualmente.
La fecha de salida del juego en Japón, fue el 26 de febrero del 2011. Su salida en el mercado Europeo fue el 25 de marzo del 2011. Su venta en América se llevó a cabo el 27 de marzo del 2011.
El juego desde su salida ha llegado a vender alrededor de un millón de unidades en todo el mundo llegando a ser entre uno de los primeros juegos más vendidos de la consola del Nintendo 3DS